# وینوونا (کانزاس)
وینوونا (به انگلیسی: Winona) شهری در ایالت کانزاس کشور ایالات متحده آمریکا است که جمعیت آن در سرشماری سال ۲۰۱۰ میلادی، ۱۶۲ نفر بوده‌است.